# Sofia Camnerin
Sofia Camnerin, född 19 juli 1971 och uppvuxen i Bor, är generalsekreterare för Sveriges kristna råd sedan maj 2021. Hon ordinerades till pastor i Svenska Missionskyrkan 1997. Mellan åren 2012-2020 var hon biträdande kyrkoledare i Equmeniakyrkan och 2018-2021 arbetade hon som biträdande rektor och prorektor på Enskilda högskolan Stockholm. 
Mellan 2006 och 2022 ingick hon i Kyrkornas världsråds centralkommitté
År 2008 blev Sofia Camnerin teologie doktor i systematisk teologi vid Uppsala universitet. Åren 2001–2002 var hon gästforskare på North Park Theological Seminary Chicago.
Hon har arbetat som ungdomsledare i Svenska kyrkan och dåvarande Missionskyrkan i Linköping, samt blev senare pastor i Linköpings Missionskyrka.
Sofia Camnerin arbetade bland annat som utvecklingsstrateg i Svenska Missionskyrkan innan hon 2012 valdes till biträdande kyrkoledare i Equmeniakyrkan.